# Vitalogy
Vitalogy je v pořadí třetí studiové album americké grungeové skupiny Pearl Jam. Vyšlo v roce 1994 pod vydavatelství Epic Records.

## Seznam skladeb
| Pořadí | Název                                                         | Hudba                                    | Délka |
| ------ | ------------------------------------------------------------- | ---------------------------------------- | ----- |
| 1.     | Last Exit                                                     | Abbruzzese, Gossard                      | 2:54  |
| 2.     | Spin the Black Circle                                         | Gossard                                  | 2:48  |
| 3.     | Not for You                                                   | Vedder                                   | 5:52  |
| 4.     | Tremor Christ                                                 | Ament/McCready                           | 4:12  |
| 5.     | Nothingman                                                    | Ament                                    | 4:35  |
| 6.     | Whipping                                                      | Vedder                                   | 2:35  |
| 7.     | Pry, To                                                       | Abbruzzese/Ament/McCready/Gossard/Vedder | 1:03  |
| 8.     | Corduroy                                                      | Vedder                                   | 4:37  |
| 9.     | Bugs                                                          | Vedder                                   | 2:45  |
| 10.    | Satan's Bed                                                   | Gossard                                  | 3:31  |
| 11.    | Better Man                                                    | Vedder                                   | 4:28  |
| 12.    | Aye Davanita                                                  | Abbruzzese/Ament/McCready/Gossard/Vedder | 2:58  |
| 13.    | Immortality                                                   | Vedder                                   | 5:28  |
| 14.    | Hey Foxymophandlemama, That's Me (*) (Také jako "Stupid Mop") | Ament/Gossard/Irons/McCready/Vedder      | 7:44  |

## Obsazení
- Eddie Vedder – zpěv, kytara, akordeon
- Mike McCready – kytara, slide kytara
- Stone Grossard – kytara, mellotron
- Jeff Ament – baskytara, kontrabas
- Dave Abbruzzese – bicí
- Jack Irons – bicí v písni "Hey Foxymophandlemama, That's Me"